# درک گریس
درک گریس (انگلیسی: Derek Grace; ۲۹ دسامبر ۱۹۴۴ – ۸ ژانویهٔ ۲۰۱۹) بازیکن فوتبال بود.